# Trochochaeta orissae
Trochochaeta orissae är en ringmaskart som först beskrevs av Fauvel 1932.  Trochochaeta orissae ingår i släktet Trochochaeta och familjen Trochochaetidae. Inga underarter finns listade i Catalogue of Life.